# La Neuville, Nord
La Neuville là một xã ở trong tỉnh Nord ở miền bắc nước Pháp. Xã này có diện tích 3,95 kilômét vuông, dân số năm 1999 là 639 người. Xã nằm ở khu vực có độ cao trung bình 37 mét trên mực nước biển.